# Creed Taylor

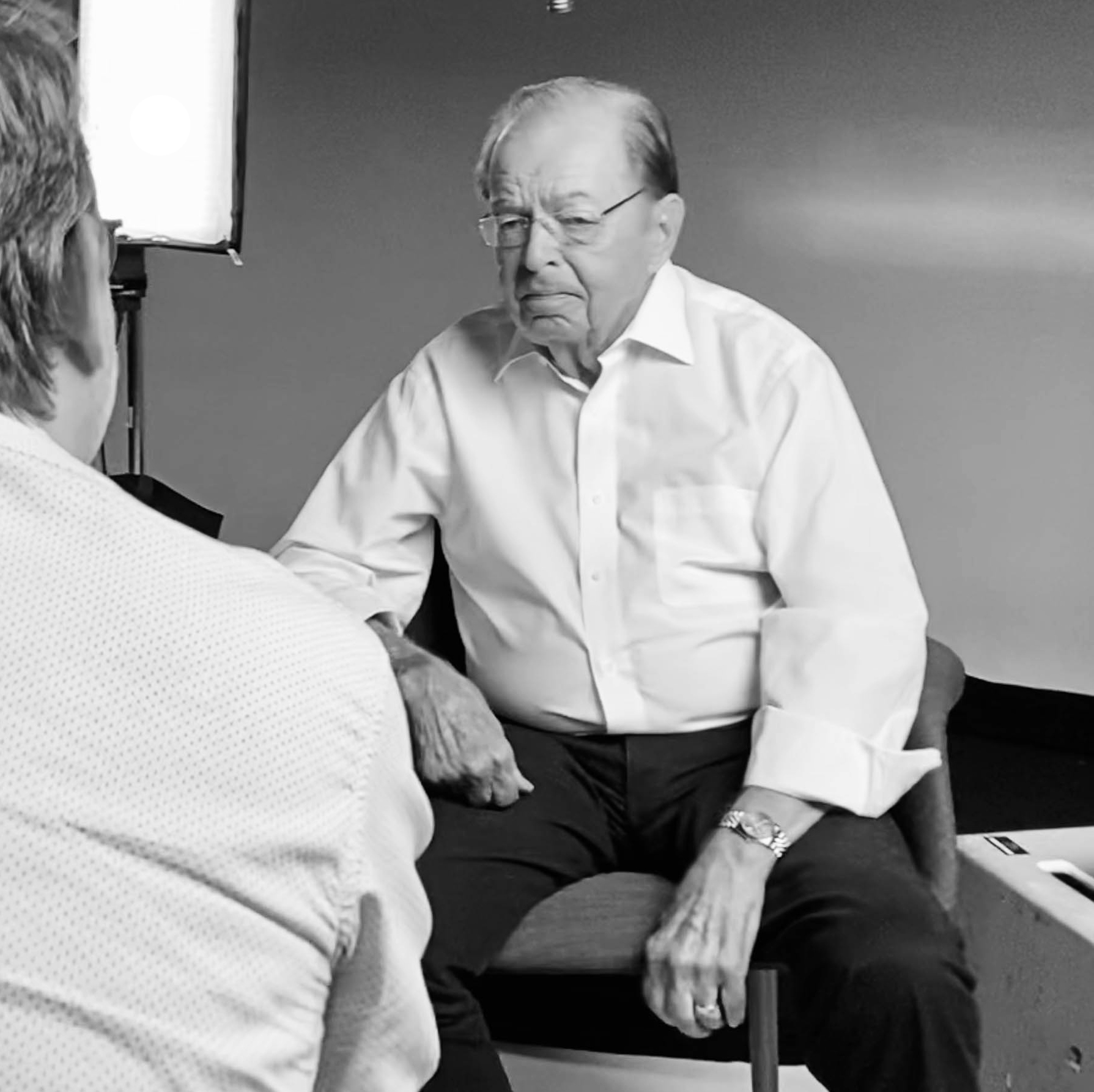

Creed Taylor (Lynchburg, 13 maggio 1929 – 23 agosto 2022) è stato un produttore musicale statunitense, noto per avere diretto le etichette CTI Records, Bethlehem Records, ABC Records, Verve, A&M Records e per aver contribuito alla fondazione della casa discografica Impulse! Records dedicata alla musica jazz. Inoltre a Taylor viene riconosciuto il merito di aver introdotto per primo negli Stati Uniti i maggiori esponenti della corrente musicale bossa nova provenienti dal Brasile (Antônio Carlos Jobim, João e Astrud Gilberto, ecc...) e di avergli permesso di incidere dischi durante gli anni sessanta dando loro grande visibilità internazionale.

## Biografia

### Inizi
Taylor trascorse l'infanzia a Bedford, in Virginia, dove suonava la tromba nella banda della scuola. Anche se crebbe in un ambiente dove andava per la maggiore la musica country e il bluegrass, le preferenze del giovane Taylor erano per la musica jazz, e in seguito citò Dizzy Gillespie come fonte di ispirazione durante gli anni al college. Taylor rammenta di quando trascorreva le serate ad ascoltare da una vecchia radio le trasmissioni jazz di Symphony Sid in diretta dal Birdland di New York.
Dopo la scuola superiore, Taylor passò a frequentare la Duke University nel 1951, esibendosi contemporaneamente con i gruppi jazz "Duke Ambassadors" e "Five Dukes". Dopo aver conseguito una laurea breve in psicologia, Taylor trascorse i successivi due anni arruolato nei Marines prima di fare ritorno alla Duke per intraprendere un corso di studi di specializzazione.

### Gli anni alla Bethlehem
Poco tempo dopo, Taylor si trasferì a New York City in modo da rincorrere il suo sogno di diventare un produttore discografico. Nonostante non avesse nessuna esperienza pratica in materia, era comunque convinto delle sue possibilità. Taylor conobbe un altro ex-studente della Duke University che all'epoca dirigeva la Bethlehem Records. Taylor convinse la Bethlehem ad assumerlo come produttore per registrare il cantante Chris Connor con l'Ellis Larkins Trio. Grazie al successo dell'album che scaturì dalle sessioni da lui curate, Taylor diventò produttore esecutivo ufficiale alla Bethlehem Records. Passò alla Bethlehem i due principali anni di successo dell'etichetta, producendo artisti come Oscar Pettiford, Ruby Braff, Carmen McRae, Charles Mingus, Herbie Mann, Charlie Shavers, e il J.J. Johnson-Kai Winding Quintet.

### ABC-Paramount & Impulse! Records
Nel 1956 Taylor lasciò la Bethlehem per la ABC-Paramount, dove quattro anni più tardi fondò l'etichetta sussidiaria Impulse!. Motivato dall'idea di creare una casa discografica dedicata esclusivamente al jazz moderno, Taylor ideò con il presidente della ABC-Paramount Harry Levine lo slogan "The New Wave in Jazz" ("la nuova ondata nel jazz") che fin dall'inizio caratterizzò le pubblicazioni dell'etichetta appena nata. Il primo successo ottenuto dalla Impulse! fu la scrittura da parte di Taylor di Ray Charles, il quale aveva appena terminato il suo contratto con la Atlantic Records. Il debutto di Charles per la Impulse!, l'album Genius + Soul = Jazz diede all'etichetta il suo primo grande successo commerciale. Altri successi iniziali furono gli album Out of the Cool di Gil Evans, e The Blues and the Abstract Truth di Oliver Nelson. Creed Taylor mise sotto contratto anche John Coltrane per la Impulse!, strappandolo sempre alla Atlantic Records come poco tempo prima aveva fatto con Ray Charles, e Coltrane diventò con il passare degli anni l'artista di punta della Impulse!, producendo più di una ventina di album per l'etichetta prima di morire nel 1967. Altri artisti da lui ingaggiati e che registrarono con successo per la Impulse! furono: Ray Charles, Gil Evans, Kai Winding and J.J. Johnson, e Oliver Nelson. Particolarmente attento al "packaging", Taylor volle che tutti gli album pubblicati dalla Impulse! avessero una grafica curata, con belle foto in copertina opera di fotografi professionisti, colori riconoscibili (i celebri arancione e nero che contraddistinsero tutte le uscite Impulse! fino alla fine degli anni sessanta), note interne competenti e dettagliate, e LP su cartoncino rigido con apertura a libro.

### Verve Records
Qualche tempo dopo aver portato John Coltrane alla Impulse nel 1960, Taylor lasciò la casa discografica per accettare l'offerta di direzione della Verve Records. Lì introdusse la bossa nova in America producendo successi come The Girl from Ipanema e Desafinado di Antonio Carlos Jobim e Stan Getz.
Mentre era alla Verve, Taylor produsse anche notevoli successi commerciali di Wes Montgomery, Jimmy Smith, Bill Evans, e molti altri.

### A&M Records
Taylor iniziò a lavorare per la A&M Records nel 1967, e l'anno seguente formò la sua etichetta personale, la CTI (Creed Taylor Inc.) Records. La A&M distribuì le uscite della CTI fino al 1969, quando Taylor lasciò la A&M per stabilire la CTI come etichetta autonoma.

### CTI Records
In pochi anni Taylor stabilì la CTI tra le maggiori case discografiche jazz degli anni settanta, archiviando successi su successi con artisti come Freddie Hubbard, Stanley Turrentine, George Benson, Chet Baker, Gerry Mulligan, Nina Simone, Paul Desmond, Art Farmer, Herbie Hancock, e Ron Carter. Taylor diede vita anche ad altre etichette oltre la CTI, inclusa la Kudu Records, focalizzata sul soul-jazz di Hank Crawford, Grover Washington Jr., Esther Phillips, e altri.
Nel 1974, Taylor dovette affrontare un periodo di gravi problemi finanziari causati dalla sua scelta di crearsi la propria catena di distribuzione per i dischi della CTI, e di conseguenza fu costretto a firmare un accordo di distribuzione con la Motown. L'accordo, però, ebbe vita breve poiché nel 1977 Taylor volle rescindere il contratto per questioni economiche. La situazione peggiorò ulteriormente in seguito quando la CTI venne dichiarata in bancarotta a fine 1978 e Taylor dovette cedere i diritti del catalogo alla Columbia Records.
Nel 1989, Taylor cercò di riacquistare i nastri dalla Columbia, ma senza successo.

## Riconoscimenti
Taylor ha vinto numerosi Grammy Awards per la sua decennale carriera come produttore. Gli album e le canzoni per i quali fu premiato includono: Focus (Stan Getz, 1961), Desafinado (Stan Getz/Charlie Byrd, 1962), Conversations with Myself (Bill Evans, 1963), The Girl from Ipanema (Stan Getz/Joao Gilberto, 1964), Willow Weep for Me (Wes Montgomery, 1969), e First Light (Freddie Hubbard, 1972).